# Turacoena modesta
Turacoena modesta — вид голубових.

## Поширення
Індонезія, Східний Тимор. Населяє первинні та вторинні високі мусонні ліси, часто там, де це середовище проживання сухе або більш відкрите, а також зарості винограду, яри з густою рослинністю і евкаліптові ліси зі щільним підліском на висотах від рівня моря до 1770 м. 

## Морфологія
Досягає довжини тіла 40 сантиметри. Оперення темне синювато-сіре, на крилах та верхній частині хвоста майже чорне. Низ світліший. Має біле обличчя і біле горло. Ноги темно-сірі.

## Поведінка
Рідко зустрічається в невеликих групах, а зазвичай живе окремо або в парах.